# Sam Mattis
Sam Mattis (ur. 19 marca 1994) – amerykański lekkoatleta, dyskobol.
W 2016 zdobył srebrny medal młodzieżowych mistrzostw strefy NACAC. W 2021 zadebiutował na igrzyskach olimpijskich, zajmując 8. miejsce w finale rzutu dyskiem.
Złoty medalista mistrzostw NCAA (2015).

## Rekordy życiowe
- Rzut dyskiem – 71,27 m (2025)